# G1.9+0.3
G1.9+0.3 è il resto di supernova più giovane conosciuto nella Via Lattea. Il resto fu scoperto combinando dati dell'osservatorio orbitale della NASA Chandra e dati del VLA, e si pensa che sia esploso circa 25 000 anni fa, ma che il segnale sia giunto a noi circa 140 anni fa. Prima di questa scoperta Cassiopeia A, risalente a circa 330 anni fa,  era considerato il resto di supernova più giovane della Via Lattea. Il residuo G1.9+0.3 ha un raggio di circa 1,3 anni luce.

## Scoperta
Situato a circa 25 000 anni luce dall Terra, G1.9+0.3 fu notato per la prima volta nel 1985 come una forte radiosorgente nella nostra galassia dagli astronomi usando il VLA. Nel 2007, immagini del sospetto resto di supernova furono prese mediante l'osservatorio X Chandra, e comparando le riprese con quelle del 1985. Le diverse dimensioni hanno permesso agli astronomi di calcolare quando la supernova sia esplosa, all'incirca nell'anno 1868.
Nel 2008 nuove osservazioni con il VLA hanno confermato che G1.9+0.3 è ancora in forte espansione, ed è stato calcolato che la velocità di espansione è pari a circa 56 milioni di km/h, cioè il 5% della velocità della luce.
La supernova non fu osservata nel visibile dagli astronomi del tempo, poiché è situata al centro della nostra galassia e quindi fu oscurata dalla polvere interstellare. Solo recentemente con l'avvento della radioastronomia e dell'astronomia a raggi X gli astronomi hanno potuto osservare attraverso la polvere interstellare.
Le coordinate di G1.9+0.3 sono 17h 48m 45,4s di ascensione retta, e -27° 10' 06" di declinazione, nella costellazione del Sagittario, vicino al confine con la costellazione dell'Ofiuco.

## Annuncio
La scoperta è stata annunciata il 14 maggio 2008 dalla NASA con una conferenza stampa.
Precedentemente alla conferenza la NASA aveva detto che era sul punto "di annunciare la scoperta di un oggetto nella nostra galassia che gli astronomi stavano cercando da oltre 50 anni."